# Віктор Зоре
Віктор Зоре (нім. Viktor Sore; 13 вересня 1887, Відень — 24 травня 1956, Відень) — австро-угорський, австрійський і німецький офіцер, генерал-майор запасу вермахту (31 жовтня 1938).

## Нагороди
- Ювілейний хрест
- Пам'ятний хрест 1912/13
- Медаль «За військові заслуги» (Австро-Угорщина)
  - бронзова
  - бронзова з мечами
  - срібна
- Хрест «За військові заслуги» (Австро-Угорщина) 3-го класу з військовою відзнакою і мечами — нагороджений двічі.
- Орден Залізної Корони 3-го класу з військовою відзнакою і мечами
- Медаль «За поранення» (Австро-Угорщина) з однією смугою
- Військовий Хрест Карла
- Пам'ятна військова медаль (Австрія) з мечами
- Пам'ятна військова медаль (Угорщина) з мечами
- Хрест «За вислугу років» (Австрія) 2-го класу для офіцерів (25 років)
- Почесний знак «За заслуги перед Австрійською Республікою», золотий знак
- Почесний хрест ветерана війни з мечами